# Sergio Muñoz
Sergio Muñoz Escribano (Soria, 30 agosto 1989) è un ginnasta spagnolo.

## Biografia
Ai Giochi del Mediterraneo di Pescara 2009 ha vinto la medaglia di bronzo nel cavallo con maniglie, terminando alle spalle dell'italiano Alberto Busnari e del francese Hamilton Sabot, e nel concorso a squadre, gareggiando con Javier Gómez Fuertes, Rafael Martínez, Fabián González e Manuel Carballo.
Ha rappresentato la Spagna ai Giochi olimpici estivi di Pechino 2008 e Londra 2012, senza riuscire a salire sul podio.

## Palmarès
- Giochi del Mediterraneo

Pescara 2009: bronzo nel cavallo con maniglie; bronzo nel concorso a squadre;